# Parkia korom
Espèce
Statut de conservation UICN

 VU D2 : Vulnérable
Parkia korom est une espèce de plantes à fleurs de la famille des Fabaceae.

## Publication originale
- Botanical Magazine, Tokyo 45: 286. 1931.